# Dique Pichanas
El Dique Pichanas, es una represa formada por dos murallones independientes de tipo contrafuerte de hormigón. Está ubicada en el noroeste de la provincia de Córdoba, República Argentina, al suroeste de la ciudad de Villa de Soto, en el área de las Sierras de Guasapampa, al este de la localidad de Rumiaco.
Se puede acceder desde la localidad de La Higuera, sobre Ruta Provincial 15 (solo se accede a la entrada del río Salsacate al lago), o desde Paso Viejo, en la Ruta Nacional 38 desde donde se accede al paredón del dique a través de la ruta provincial A-193. 
Se encuentra sobre el río Pichanas, que es alimentado por el Río Salsacate principalmente, con aguas provenientes de una cuenca de aproximadamente 1.300 km², conformada por la Pampa de Pocho, Cumbres de Gaspar y Salsacate; aguas que finalmente fluyen hacia la gran depresión de las Salinas Grandes.
Su construcción data de 1978, año que se inauguró, luego de 12 años de proyectos, licitaciones, expropiaciones, etc. Su uso está limitado al control de crecidas, abastecimiento de agua potable para riego y consumo humano, y actividades anexas como la pesca y recreación.
Al igual que todas las represas de la provincia de córdoba, está administrado por la Dirección de Recursos Hídricos de la provincia, y sujeto a su normativa.
Si bien no es una represa de gran envergadura, su ubicación es estratégica, debido a que toda la región, es permanentemente asolada por las escasas precipitaciones, lo que lo transforma en una fuente de agua potable invaluable.
En sus márgenes, la infraestructura turística en prácticamente nula. Tiene una tasa de visitantes extremadamente baja y las comodidades para el turismo solo se limita a una proveeduría en uno de los extremos del paredón, que además provee de botes en caso de ingresar al lago para desarrollar actividades de pesca ya que el uso de embarcaciones con motor está prohibido.